# Тетеря (страва)

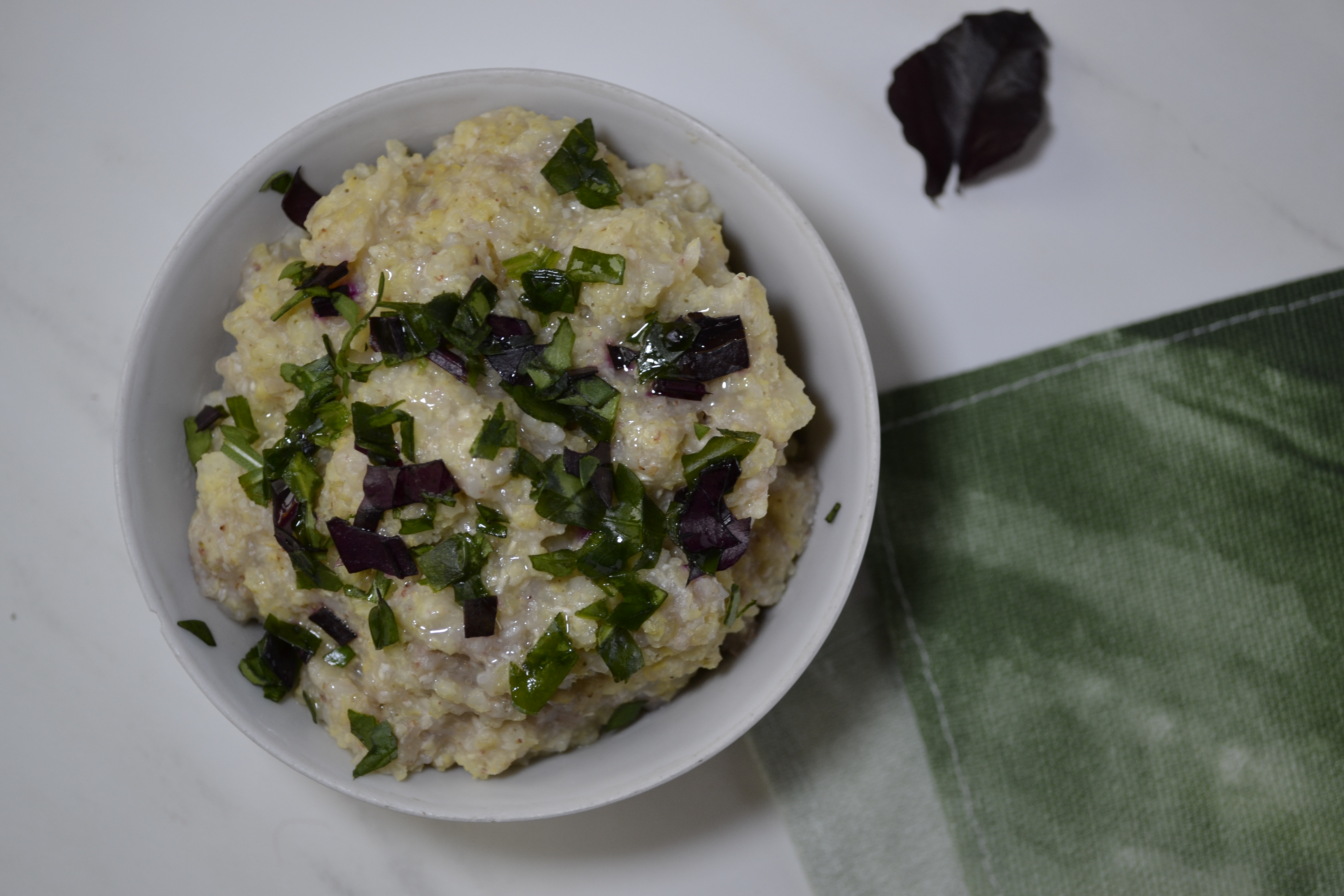

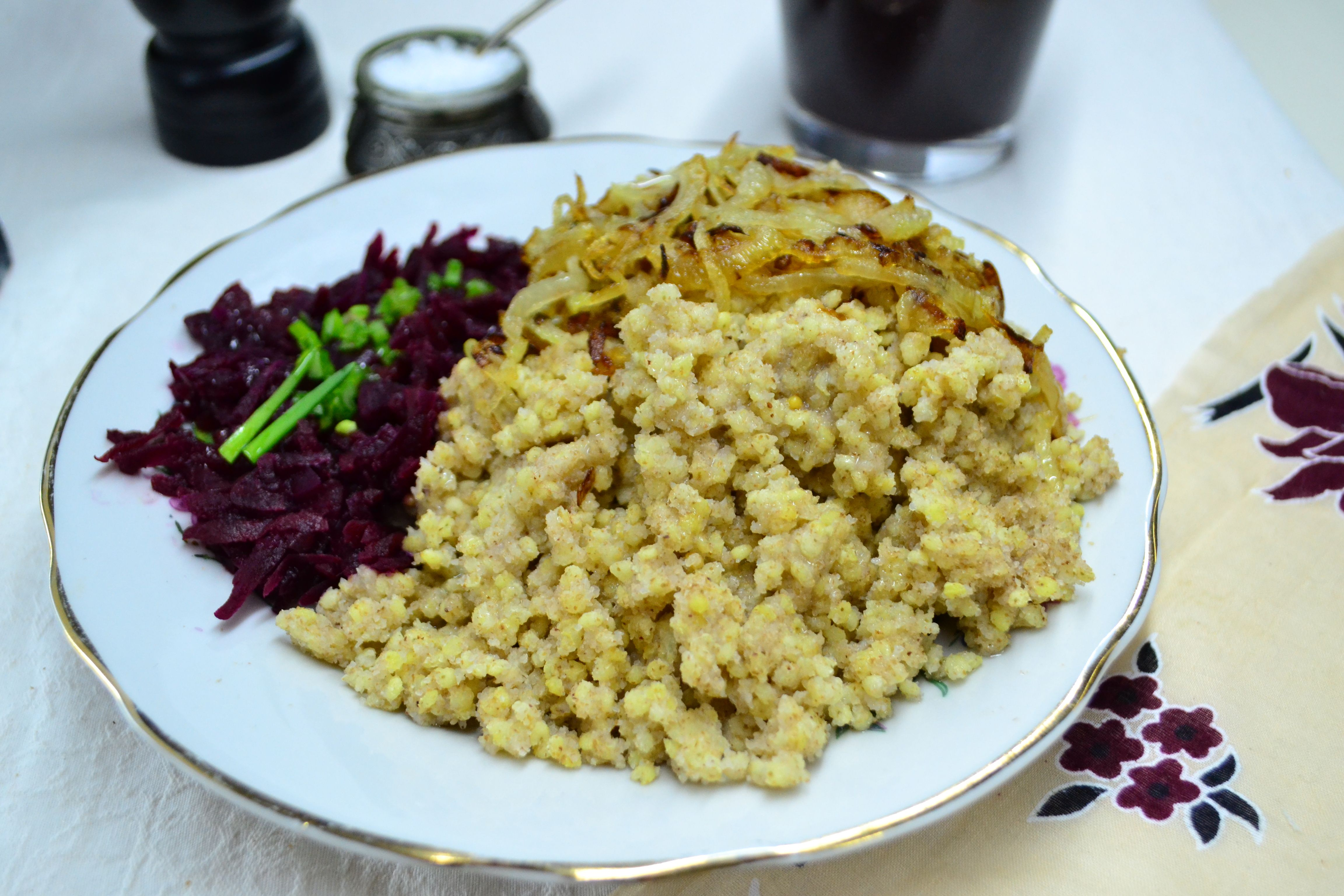
Тетеря з смаженою цибулею та печеним бурячком

Тете́ря (рябко́) — страва подібна до кулешу, що готувалася з пшона і заправлялася рідким гречаним або житнім тістом.
Готова тетеря мала сіро-жовтий колір (звідси й назва). Засмачували її затовченим салом або засмажкою з цибулі на олії. У найкращі дні тетерю готували на м'ясній або рибній юшці. Пісну тетерю іноді заправляли хріном з квасом, не позбавляючи часнику.
Ця страва була дуже популярною в козацькому побуті. Проте з початку XX ст. вона виходить з ужитку.
Тетерею також називали страву із сухарів (або хліба) з водою, сіллю, цибулею та олією.